# Церковний староста
Церковний староста, також кти́тор (від грец. κτήτωρ), ти́тар — людина з мирян, що відає господарством церковної громади.

## Історія
Церковний староста не був людиною духовного звання і допомагав настоятелю парафії в управлінні майном. Першими обов'язками церковного старости було придбання свічок і зберігання церковної каси, потім старости стали відати ремонтом храму, збором пожертвувань і дотриманням порядку. Старости обиралися парафією.
У давнішій православній Церкві схожі завдання покладалися на дияконів і ктиторів, але функції останніх остаточно було передано церковним старостам у 1808 році. Царським указом від 19 жовтня 1868 року для церковних старост було запроваджено спеціальну форму.